# قائمة الشركات الأم
شركة أم أو كونغلوميريت (بالإنجليزية: Conglomerate)‏ هو مصطلح مشابة للشركة القابضة، لكن الكونغلوميريت هي شركة أم لشركات في نفس الاختصاص بينما الشركة القابضة قد تمتلك شركات أخرى ذات اختصاصات مختلفة.

## أكبر الشركات الأم في العالم
- ثري إم
- أي بي بي
- أبيرتيس
- أكسيونا
- مجموعة أديتيا بيرلا
- شركة أفريقيا إسرائيل للاستثمارات
- مجموعة أجو
- ألستوم
- شركة الأنجلو أمريكية
- رليانس جروب
- آرافا
- شركة أيالا
- بي إيه إي سيستمز
- بيركشير هاثاواي
- بومباردييه
- بويج
- بروكفيلد لإدارة الأصول
- شركة برونزويك
- بانج المحدودة
- كان ويست
- سنترال جروب
- شاروين بوكفاند
- شركة كباري وحديد شيكاغو
- تشيونغ كونغ القابضة
- سي جي قروب
- دي أل القابضة
- شركة داناهر
- داسو جروب
- دوغان القابضة
- مجموعة دوسان
- شركة دوفر
- إي إيه دي إس
- اي بي اكس جروب
- إمبراير
- إمرسون إلكتريك
- إني
- مجموعة يوجين
- فيات سينا
- فينميكانيكا
- فورتيس
- فورتون براندز
- مجموعة فوستر
- جنرال إلكتريك
- جروبو أبريل
- جروبو كارسو
- جي أس جروب
- جروب إمبريسيال أنتيكينو
- هانوا
- هانجين
- هانسول
- هيتاشي
- هانيويل
- هاجيسون وامبو
- هيوسونج
- مجموعة متاجر هيونداي
- هيونداي للصناعات الثقيلة
- مجموعة هيونداي كيا للمركبات
- ITT
- إمبريسا
- إيسو جروب
- جيه جي سوميت القابضة
- جونسون آند جونسون
- كيرلوسكر جروب
- Kiswel Group
- كوتش القابضة
- إيستمان كوداك
- KT
- كوموهو أسيان جروب
- لاجاردي جروب
- لارسن أند توبرو
- مجموعة جفيريز المالية
- مجموعة إل جي
- لوت جروب
- أل في أم أش - مويت هنسي لوي فيتون
- ميديا كابيتال
- ميديا بريما
- ميتسوبيشي
- مجموعة ميتسوي
- موتورولا
- ميرسك سيلاند
- نيوز كوربوريشن
- نينتندو
- نوكيا
- نونغ شيم
- نورسك هايدرو
- Nuqul Group
- أودربرجت
- أون ميديا
- أوراسكوم كونستراكشون
- أوراسكوم للاستثمار القابضة
- باناسونيك
- بنتاير
- فيليبس
- PPR
- بروكتر وغامبل
- كويبكور
- رايثيون
- رليانس للصناعات المحدودة
- روجرز للإتصالات
- سابانجي القابضة
- زعفران
- أس بي سي جروب
- Samsung Group
- شينسيغاي
- سيمنز
- سايم داربي
- اس كيه جروب
- أس أم برايم
- سوني
- SPX
- سانج يونج جروب
- شركة أس تي أكس
- Suez
- مجموعة سوميتومو
- تايكوانج جروب
- مجموعة تاتا
- تيليدين للتقنيات
- تيكسترون
- شركة والت ديزني
- تيسين كروب
- تايم وارنر
- تومكينز
- توشيبا
- تايكو الدولية
- يونيليفر
- يونايتد تكنولوجيز
- Canal 10
- Vale
- فيفاندي
- ويست فارمرز
- شركة ياماها
- واي تي أل
- واي تي أن جروب